# Jerngarden
Jerngarden (rumænsk: Garda de fier) er den almindelige betegnelse for en rumænsk, fascistisk bevægelse.
Corneliu Zelea Codreanu grundlagde "Ærkeenglen Michaels Legion" i 1927. Navnet skiftede – partiet blev flere gange forbudt af de rumænske myndigheder – men medlemmerne var almindelig kendt som "legionærer" og bevægelsen som "legionærbevægelsen". "Jerngarden", grundlagt i 1930, var navnet på partiets paramilitære arm, også kaldt "grønskjorterne" efter deres uniform.
Partiet var antisemitisk, antikommunistisk, antidemokratisk og kendt for sine mord på politiske modstandere. Codreanu var en effektiv leder og en dygtig propagandist. Hans propaganda over for bønder og studenter gjorde partiet til et af Rumæniens vigtigste. Filosoffen Mircea Eliade støttede partiet og blev medlem i 1937. Til forskel fra andre fascistiske bevægelser var Jerngarden præget af en stærkt religiøs ideologi og symbolisme knyttet til den ortodokse kirke.
I 1933 blev partiet forbudt. Premierminister Ion Duca blev myrdet af jerngardister kort derefter.
I valget i 1937 vandt partiet – nu igen lovliggjort under navnet "Totul pentru Ţară" (Alt for Fædrelandet) – 15,5 % af stemmerne og blev det tredjestørste parti i Rumænien. Et kongeligt diktatur blev oprettet af Carol 2. i februar 1938. Codreanu blev arresteret i april og blev myrdet i fængslet i november – officielt blev han "skudt under flugtforsøg". I et gengældelsesmord blev premierminister Armand Călinescu myrdet af jerngardister i 1939.
Udenrigspolitiske nederlag havde svækket Carol 2.s stilling, og i juli 1940 fik Jerngarden en plads i Ion Gigurtus regering. I september blev kongen tvunget til at abdicere. En anspændt alliance mellem Rumæniens nye hersker, general Ion Antonescu, og Codreanus efterfølger, Horia Sima, tog nu kontrol over landet under navnet "Statul Naţional Legionar" – Den Nationale Legionærstat. Jerngardisterne kunne nu hævne sig på deres fjender, blandt andre historikeren og forhenværende premierminister Nicolae Iorga, der blev myrdet i november 1940.
I januar 1941 gjorde Jerngarden et kupforsøg. Grusomme pogromer fandt sted – myrdede jøders kroppe blev hængt op i et slagteri i Bukarest og skændet som parodi på en jødisk schæchtning. Efter tre dage med gadekampe knuste Antonescu oprøret med hjælp af tyske tropper. Horia Sima gik i eksil i Tyskland.
Efter Ceauşescus fald blev en ganske ubetydelig "Garda de Fier" oprettet i Rumænien. Men Codreanu selv har stadigvæk mange beundrere i Rumæniens radikale højregrupper.